# 圣彼得罗-因卡里亚诺
圣彼得罗-因卡里亚诺（義大利語：San Pietro in Cariano），是意大利威尼托大区维罗纳省的一个市镇。总面积20.25平方公里，人口13118人，人口密度647.8人/平方公里（2009年）。国家统计（ISTAT）代码为023076。

## 友好城市
- 德国莱茵河畔英格尔海姆
- 奥地利施坦斯
- 英国拉德洛